# 1346 w literaturze
Wydarzenia literackie w 1346 roku.

## Urodzili się
- data nieznana – Grzegorz z Tatewu, armeński filozof i teolog (zm. 1409)

## Zmarli
- 14 kwietnia – Jan Łodzia, polski biskup i poeta (rok narodzin nieznany)
- 11 sierpnia – Kokan Shiren, japoński poeta i kaligraf (ur. 1278)
- data nieznana
  - Tomasz Magister, bizantyński filolog i komentator (ur. ok. 1375)
  - Abu Haq Es Saheli, muzułmański poeta (ur. 1290)